# Последовательность жонглёра
Последовательность жонглёра — целочисленная последовательность, начинающаяся с заданного натурального числа {\displaystyle a_{0}}, в которой каждый следующий элемент определяется следующим рекуррентным соотношением:
{\displaystyle a_{k+1}={\begin{cases}\left\lfloor a_{k}^{\frac {1}{2}}\right\rfloor ,&{\mbox{если }}a_{k}{\mbox{ чётно}}\\\\\left\lfloor a_{k}^{\frac {3}{2}}\right\rfloor ,&{\mbox{если }}a_{k}{\mbox{ нечётно}}\end{cases}}}
Предложены и изучены Клиффордом Пиковером в 1992 году.
Например, последовательность жонглёра для {\displaystyle a_{0}=3}:
{\displaystyle a_{1}=\lfloor 3^{\frac {3}{2}}\rfloor =\lfloor 5{,}196\dots \rfloor =5},
{\displaystyle a_{2}=\lfloor 5^{\frac {3}{2}}\rfloor =\lfloor 11{,}180\dots \rfloor =11},
{\displaystyle a_{3}=\lfloor 11^{\frac {3}{2}}\rfloor =\lfloor 36{,}482\dots \rfloor =36},
{\displaystyle a_{4}=\lfloor 36^{\frac {1}{2}}\rfloor =\lfloor 6\rfloor =6},
{\displaystyle a_{5}=\lfloor 6^{\frac {1}{2}}\rfloor =\lfloor 2{,}449\dots \rfloor =2},
{\displaystyle a_{6}=\lfloor 2^{\frac {1}{2}}\rfloor =\lfloor 1{,}414\dots \rfloor =1}.
Если последовательность жонглёра достигает 1, то все её последующие значения равны 1.
Гипотеза жонглёра: все последовательности жонглёра в конечном счёте достигают значения 1 (и вырождаются). Гипотеза была проверена для начальных значений {\displaystyle a_{0}\leqslant 10^{6}}, но не доказана, и по состоянию на 2024 год является открытой проблемой теории чисел. По типу формулировки и сложности доказательства имеет сходство с гипотезой Коллатца (для которой Пал Эрдёш отмечал, что «математика ещё не готова для таких задач»).
Для заданного начального числа {\displaystyle l(a_{0})} определяется как номер первого равного единице элемента, а {\displaystyle h(a_{0})} — как максимальное значение в этой последовательности; первые значения:
| {\displaystyle a_{0}} | Последовательность жонглёра | {\displaystyle l(a_{0})} | {\displaystyle h(a_{0})} |
| --------------------- | --------------------------- | ------------------------ | ------------------------ |
| 2                     | 2, 1                        | 1                        | 2                        |
| 3                     | 3, 5, 11, 36, 6, 2, 1       | 6                        | 36                       |
| 4                     | 4, 2, 1                     | 2                        | 4                        |
| 5                     | 5, 11, 36, 6, 2, 1          | 5                        | 36                       |
| 6                     | 6, 2, 1                     | 2                        | 6                        |
| 7                     | 7, 18, 4, 2, 1              | 4                        | 18                       |
| 8                     | 8, 2, 1                     | 2                        | 8                        |
| 9                     | 9, 27, 140, 11, 36, 6, 2, 1 | 7                        | 140                      |
| 10                    | 10, 3, 5, 11, 36, 6, 2, 1   | 7                        | 36                       |

Элементы последовательности жонглёра могут достигать очень больших значений: например, последовательность жонглёра, начинающаяся с {\displaystyle a_{0}=37}, достигает максимального значения 24 906 114 455 136, а при {\displaystyle a_{0}=48443} — в 60-м элементе содержится 972 463 десятичных цифры, а единица достигается на 157-м элементе.